# Szeged Bats
A Szeged Bats egy megszűnt szegedi amerikaifutball-csapat.

## Története
2006 decemberében alapították. 2007. április 25-én fényképes cikk jelent meg róluk a Délmagyarország című napilapban.
A csapat egyes tagjai több alkalommal szerepeltek kölcsönjátékosként más csapatoknál hazai tornákon.
Első mérkőzésüket a Tata Mustangs ellen játszották 2007. október 7-én Tatán, az eredmény 36-36-os döntetlen lett.
2008-ban a Bats részt vett a ligán kívüli amatőr csapatok kupáján, a Rookie Cup-on. Az alapszakaszban a Tata Mustangs csapatát győzték le, majd a Kistarcsa Firebirds alakulatának otthonából, egy nagyon fordulatos mérkőzés után (36-38) kellett vereséggel távozniuk. Ezután a Fehérvár Enthronerst fogadták a szegediek, ami egy könnyebb győzelmet hozott (35-7). A döntőbe jutásért a Batsnek a Jászberény Wolverines csapatát kellett megverniük idegenben, ám a papírforma beigazolódott, és egy nagyarányú vereségnek (3-28) köszönhetően a Szeged Bats hazai pályán játszhatott a 3. helyért, a Tata vs. Fehérvár mérkőzés győztesével. A találkozóra 2008 augusztusában került sor, és a Bats szenvedve ugyan, de három nagy játéknak köszönhetően legyőzte az Enthroners gárdáját.
2008 őszének végén aztán a Denevérek felvételt nyertek az MAFSZ csapatai közé, és a 2009-es évben már hivatalos keretek között léphetnek pályára a sportág honi harmadosztályában. A 2009-es szezonban 1 győzelemmel és 3 vereséggel a 6. helyen végeztek. 2010-ben nem indultak a bajnokságban.
2011-ben játszottak utoljára mérkőzést, majd 2014-ben megszűnt a csapat. 2015-ben Szeged Templars néven indult új szegedi amerikaifutball-csapat. 2016-ban és 2017-ben a csapat egykori tagjai arénatornákon újra összeálltak.